# Вулиця Очеретяна (Львів)
Вулиця Очеретяна — вулиця у Шевченківському районі міста Львова, в місцевості Збоїща. Пролягає від вулиці Загірної углиб забудови, завершується глухим кутом.

## Історія та забудова
Вулиця виникла у складі селища Збоїща, у 1950-х роках зафіксовано її офіційну назву Комсомольська. У 1962 році отримала сучасну назву.
Має переважно типову для Збоїщ малоповерхову садибну забудову. У 1950-х роках на вулиці Очеретяній оселилися кілька родин ромів, через що ця частина Збоїщ відома серед львів'ян як Індія.